# Regras (banco de dados)
Regras de Banco de Dados são normas estipuladas pelos usuários ou pelos desenvolvedores de sistemas que definem ou restringem o tratamento dos dados armazenados.

## Categorias
- Regras de Negócio - Relacionadas a procedimentos e verificações que tem a ver com o conteúdo. Definem como devem ser relacionadas entre si as informações e podem incluir procedimentos automáticos, programados internamente (Gatilhos ou triggers) para verificação e validação dos dados de acordo com a necessidade do usuário. Nos bancos de dados relacionais, podem ser criados procedimentos armazenados ou (Stored Procedures) internos que definem o que deve ocorrer quando se insere ou edita-se informação dentro de uma tabela interna.

- Regras de normalização de dados - Relacionadas com a estrutura ou modo como as informações são armazenadas. Incluem princípios ou 'normas formais' que contribuem para a qualidade e melhor performance no uso dos dados.

- Regras de Segurança - Especificam procedimentos e direitos de utilização das informações armazenadas. Incluem definições de usuários e permissões de acesso, edição, alteração e exclusão das informações.

Ver também
- Procedimento armazenado
- Gatilhos
- Default
- Visão
- Índice
- Generalizadores
- Tabelas